# Pseudocallulops
Pseudocallulops é um gênero de anfíbios da família Microhylidae.
As seguintes espécies são reconhecidas:
- Pseudocallulops eurydactylus (Zweifel, 1972)
- Pseudocallulops pullifer (Günther, 2006)